# قوط
القوط (باللاتينية: Gothi) قبائل جرمانية شرقية. أرجح الآراء أنهم قدموا من إسكندنافيا إلى وسط وجنوب شرق القارة الأوروبية، لكن يبقى الخلاف على البلاد الأوروبية التي قدموا منها قائماً إلى اليوم. كان للقوط تأثير قوي في تاريخ أوروبا السياسي والثقافي والديني. يُقسَمون إلى قوط شرقيين وقوط غربيين.

## التاريخ

### قبل التاريخ
تعد مخطوطة «غيتيكا» لمؤرخ القرن السادس يوردانس، الذي ربما كان من أصل قوطي، مصدرًا مهمًا حول التاريخ القوطي. يدعي يوردانس استناد مخطوطته غيتيكا إلى عمل سابق لكاسيودوروس، لكنه يستشهد أيضًا بمواد من خمسة عشر مصدرًا آخر، بما فيهم كاتب آخر غير معروف يدعى أبلابيوس. يتفق عديد من المؤرخين أن رواية يوردانس حول أصول القوط مستمدة جزئيًا من التقليد القبلي القوطي وتحمل دقة في بعض من تفاصيلها.
وفقًا ليوردانس، نشأ القوط في جزيرة تدعى سكاندزا (اسكندنافيا)، حيث هاجروا منها بحرًا إلى منطقة تدعى غوثيسكانزا تحت حكم ملكهم بيريغ. لا يتفق المؤرخون على صحة ودقة هذه الرواية. يوافق معظم المؤرخين على أن الهجرة القوطية من اسكندنافيا يستدل عليها فيها التاريخ الأثري، لكن الدليل ليس واضحًا تمامًا. عوضًا عن هجرة جماعية واحدة لشعب بكامله، يروج العلماء لافتراض كون الأصول الاسكندنافية عملية هجرة تدريجية خلال القرنين الأول قبل الميلاد والأول ميلادية، والتي ربما سبقتها اتصالات طويلة وربما محدودة بين نخب من العشائر في اسكندنافيا.
ذكر وجه الشبه بين اسم القوط، وبعض الأسماء السويدية وقبيلتي غيتس وغوتس، كدليل على رجوع القوط بأصولهم إلى جزيرة غوتلاند. ربما تحدر القوط والغيتس والغاتس جميعًا من مجتمع قديم من البحارة الذين نشطوا على ضفتي البلطيق. ذكرت أوجه الشبه والاختلاف بين اللغة القوطية واللغات الاسكندينافية (خصوصًا الغوتنيش) دليًلا مع وضد الأصل الاسكندنافي على السواء.
يحدد المؤرخون منطقة غوثايسكاندزا في المنطقة التي امتدت فيها حضارة ويلبارك. نشأت هذه الحضارة في فيستولا السفلى وعلى طول ساحل بوميرانيا في القرن الأول ميلادية، لتحل محل حضارة أوكسيفيا السابقة. تميزت تلك الحضارة عن أوكسيفيا بصفة رئيسية من خلال ممارسات الدفن التي اتبعتها، ووجود دوائر الحجر. ارتبطت هذه المنطقة ارتباطًا وثيقًا باسكندنافيا منذ العصر البرونزي الشمالي وحضارة لوساتيان. يعتقد بكون سكانها في فترة ويلبارك شعوبًا جرمانية، كالقوط والروجي. يذكر يوردانس أن القوط، بعد وقت قصير من استيطانهم غوثايسكاندزا، استولوا على أراضي الروجي.

### التاريخ المبكر
يعتقد عمومًا بكون المصادر اليونانية-الرومانية أول من ذكر القوط في القرن الأول تحت مسمى «غوتون». إن المعادلة بين الغوتون والقوط الحاليين موضع خلاف من قبل مؤرخين عديدين.
نحو سنة 15 ميلادية، يذكر سترابو البوتون، ولوجي، والسمنونيين كجزء من مجموعة كبيرة من الشعوب التي خضعت لسيطرة الملك الماركوماني ماربود. البوتون عمومًا يقابلهم الغوتون. في بعض الأحيان، يعتبر اللوجي نفسهم الوندال (الفندال)، الذين كانوا بالتأكيد على صلة وثيقة بهم. تربط الفندال وحضارة برزيورسك، التي تقع إلى الجنوب من حضارة ويلبارك، صلة وثيقة. يرى وولفرام أن الغوتون تعاملوا مع اللوجي والفاندال في القرن الأول الميلادي.
في سنة 77 ميلادية، ذكر بلينيوس الأكبر الغوتون كإحدى الشعوب الجرمانية. يذكر أن الغوتون، والبرغنديين، وفاريني، وكاريني ينتمون إلى وانديلي. يصنف بلينيوس الوانديلي أحد «الأعراق الجرمانية»، إلى جانب الإنغافونز الساحليين، والإيستافونز، والأرمينيين، والباستارنيين. كتب بلينيوس في فصل سابق أن الرحالة بيثياس في القرن الرابع التقى بشعب يدعى «غويون». قارب بعض الباحثين بين الغويون والغوتون، لكن صحة رواية بيثياس غير مؤكدة.
يذكر تاسيتوس في عمله جرمانيا في نحو سنة 98 أن القوطيين جيرانهم من الروجي والليموفي شعوب جرمانية عملت دروعًا وسيوفًا قصيرة، وعاشوا قرب المحيط، ووراء الوندال. وصفهم أنهم «يحكمهم ملك، أكثر صرامة بقليل من القبائل الألمانية الأخرى». في عمل بارز آخر، «الحوليات»، كتب تاسيتوس أن الغوتون ساندوا كاتوالدا، وهو شاب ماركوميني منفي، على الإطاحة بالملك ماربود. قبل ذلك، من المحتمل كون الغوتون والوندال السواء من رعايا الماركوماني.
في وقت ما بعد استيطان غوثايسكاندزا، يذكر يوردانس أن القوط هزموا الوندال المجاورين. يعتقد ولفرام أن الغوتون حرروا أنفسهم من سيطرة الوندال في بداية القرن الثاني بعد الميلاد.
يذكر بطليموس في كتابه «الجغرافيا» من نحو سنة 150، أن الغوتون عاشوا شرق فيستولا في سارماتيا، بين فينيتي وفيني. في فصل سابق ذكر أن الغوتاي عاشوا في سكانديا الجنوبية. ربما يكون الغوتاي هم نفسهم الغوتي الذين ذكرهم بروكوبيوس. يرى وولفرام وجود علاقات وثيقة بين الغيتون والغوتاي، وربما كانوا كلاهما من أصل مشترك.

### التحرك باتجاه البحر الأسود
بدءًا من منتصف القرن الثاني، تحولت حضارة ويلبارك إلى الجنوب الشرقي نحو البحر الأسود. يعتقد حينها أن حضارة ويلبارك استبعدت حضارة برزيورسك واستوعبت شعبها جزئيًا. كان ذلك جزءًا من حركة أوسع لقبائل جرمانية شرقية باتجاه الجنوب، والتي ربما نتجت عن النمو السكاني الهائل. نتيجة لذلك، دفعت قبائل أخرى بنحو الإمبراطورية الرومانية، مما ساهم في بداية الحروب الماركومانية. بحلول سنة 200، بدأ قوط ويلبارك بالتجند في صفوف الجيش الروماني.
بحسب جوردان، دخل القوط إلى أويوم، التي كانت جزءًا من سكيثيا، تحت حكم الملك فليمر، حيث هزموا السبالي. تتطابق رواية الهجرة هذه جزئيًا مع الدلائل الأثرية. يعني الاسم سبالي «العمالقة» بالسلافية، وبالتالي لم يكن السبالي سلافيين على الأرجح. في أوائل القرن الثالث بعد الميلاد، كانت منطقة سكيثيا الغربية مأهولة بحضارة زاروبنستي الزراعية والسارماتيين البداوى. قبل السارماتيين، استقر الباستارنيون في المنطقة، ويعتقد أنهم قاموا بهجرة مماثلة لهجرة القوط في القرن الثالث قبل الميلاد. يرى بيتر هيذر أن رواية فيلمر مستمدة جزئيًا على الأقل من الروايات الشفهية القوطية. يشير واقع أن القوط المتوسعين حافظوا على لغتهم القوطية خلال هجراتهم إلى أن حركتهم شملت عددًا كبيرًا من الناس إلى حد ما.
بحلول منتصف القرن الثالث بعد الميلاد، كانت حضارة ويلبارك قد ساهمت بتأسيس حضاري تشيرنياخوف في بالسلافية. امتدت هذه الثقافة المتجانسة من الدانوب في الغرب إلى الدون في الشرق. يعتقد أن القوط والجماعات الجرمانية الأخرى مثل هاليروليين سيطروا عليها. شملت أيضًا عناصر إيرانية وداقية ورومانية وربما سلافية.

### غزوات القرن الثالث والإمبراطورية الرومانية
إن الغزو الأول للإمبراطورية الرومانية الذي يمكن نسبه إلى القوط هو سلخ هيستريا سنة 238. أشار الذكر الأول للقوط في القرن الثالث باسم السكيثيين، إذ كانت تلك المنطقة، المدعوة سكيثيا، مأهولة تاريخيًا بشعب غير ذي صلة بهذا الاسم. ذكر اسم القوط لأول مرة في القرن الثالث ميلادي. لا يماثل المؤلفون القدماء بين القوط والغوتون السابقين. ليس للفقهاء وعلماء اللغة شك في ارتباط الاسمين ببعضهما البعض.
سرعان ما تبنى القوط على السهوب البنطسية عدة عادات بدوية من السارماتيين. برعوا في الفروسية، والرماية، وتدريب الصقور، وكانوا أيضا خبراء زراعيين بارعين وبحارة. يصف جي. بي. بيري الفترة القوطية بكونها «الحلقة الوحيدة غير البدوية في تاريخ السهوب». يقارن ويليام إتش. مكنيل هجرة القوط بهجرة المغول الأوائل، الذين هاجروا جنوبًا من الغابات وجاؤوا للسيطرة على سهوب أوراسيا الشرقية في ذات الوقت تقريبًا للقوط في الغرب. منذ أربعينيات القرن الثالث على الأقل، جرى تجنيد القوط بشكل كثيف في الجيش الروماني للقتال في الحروب الرومانية-الفارسية، وبرزت مشاركتهم خصوصًا في معركة ميسيتش سنة 244. ثمة نقش على كعبة زرادشت، مكتوب باللغات الفرثية والفارسية واليونانية، يحيي ذكرى الانتصار الفارسي على الرومان والقوات القوطية مذكورة على النحو الآتي «Gwt W Grmany xštr»، ربما كانت إشارة مميزة لكل من الحصون القوطية والحصون الجرمانية.